# Hamish Bond
Hamish Bond, född den 13 februari 1986 i Dunedin i Nya Zeeland, är en nyzeeländsk roddare och tävlingscyklist.
Han tog OS-guld i tvåa utan styrman i samband med de olympiska roddtävlingarna 2012 i London.
Vid de olympiska roddtävlingarna 2016 i Rio de Janeiro tog han guld i tvåa utan styrman tillsammans med Eric Murray.